# Präfekturuniversität Hiroshima

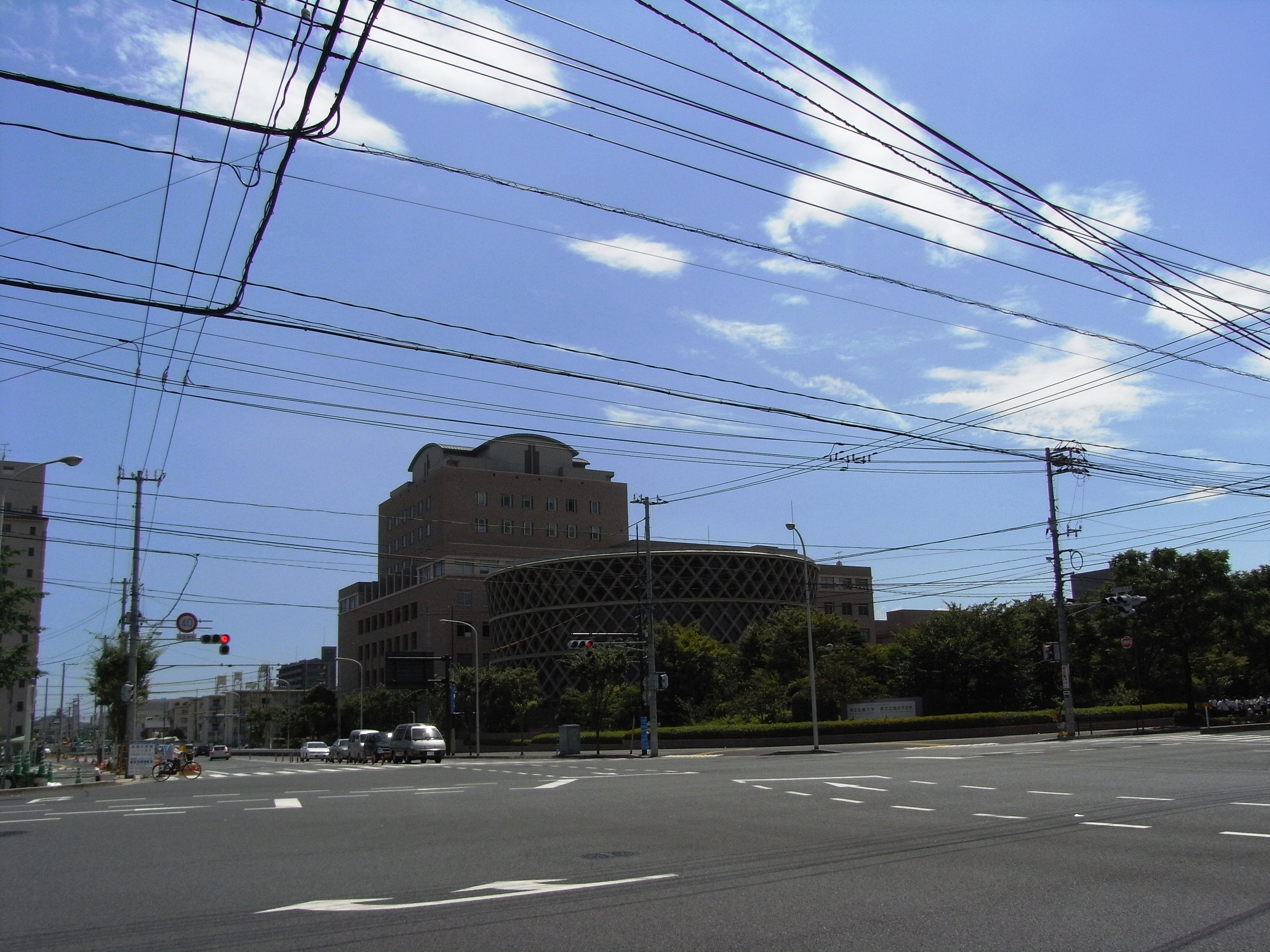
Hiroshima-Campus

Die Präfekturuniversität Hiroshima (jap. 県立広島大学, Kenritsu Hiroshima daigaku; engl. Prefectural University of Hiroshima, kurz: PUH) ist eine öffentliche Universität in Japan. Der Hauptcampus liegt in Minami-ku, Hiroshima in der Präfektur Hiroshima.

## Geschichte
Die Universität wurde 2005 durch den Zusammenschluss folgender Präfekturhochschulen gegründet:
- die (ältere) Präfekturuniversität Hiroshima (広島県立大学, Hiroshima-kenritsu daigaku, engl. Hiroshima Prefectural University, in Shōbara, gegründet 1954),
- die Präfekturale Frauenuniversität Hiroshima (県立広島女子大学, Kenritsu Hiroshima joshi daigaku, in Hiroshima, gegründet 1920) und
- die Präfekturhochschule für Pflegewissenschaft Hiroshima (広島県立保健福祉大学, Hiroshima-kenritsu hoken fukushi daigaku, in Mihara, gegründet 1995).

### (ältere) Präfekturuniversität Hiroshima
Die (ältere) Präfekturuniversität Hiroshima wurde 1954 als Landwirtschaftliche Kurzuniversität Hiroshima (広島農業短期大学, Hiroshima nōgyō tanki daigaku) gegründet. Die Kurzuniversität lag in Higashihiroshima und hatte zwei Abteilungen: Landwirtschaft und Tierhaltung. Der ehemalige Campus in Higashihiroshima ist heute der Sitz vom Hiroshima Central Science Park (34° 23′ 54,6″ N, 132° 44′ 5,2″ O).
1989 wurde sie zur (älteren) Präfekturuniversität Hiroshima erhoben und zog in den heutigen Shōbara-Campus um. Sie hatte zwei Fakultäten (Betriebswirtschaftslehre und Bioressourcen) und gründete 1994 die Masterstudiengänge, 1998 dann die Doktorkurse.

### Präfekturale Frauenuniversität Hiroshima
Die Frauenuniversität hat ihren Ursprung im 1920 gegründeten Aufbaukurs der Höheren Mädchenschule Hiroshima. Der Aufbaukurs entwickelte sich 1928 zur Frauenfachschule Hiroshima (広島女子専門学校, Hiroshima joshi semmon gakkō) mit drei Abteilungen (Japanische Literatur, Gesundheitspflege und Bekleidung). Am 6. August 1945 wurde sie durch die Atombombe geschadet und verlor 11 Leute.
1950 wurde sie zur Frauen-Kurzuniversität Hiroshima, 1965 zur Frauenuniversität Hiroshima mit zwei Fakultäten (Geisteswissenschaften und Hauswirtschaft). Seit 2000 gibt es Masterstudiengänge und benannte sich in Präfekturale Frauenuniversität Hiroshima um.

### Präfekturhochschule für Pflegewissenschaft Hiroshima
Die Hochschule wurde 1995 als Präfekturale Kurzuniversität für Pflegewissenschaft Hiroshima gegründet. 2000 wurde sie zur 4-jährigen Präfekturhochschule erhoben.

## Fakultäten

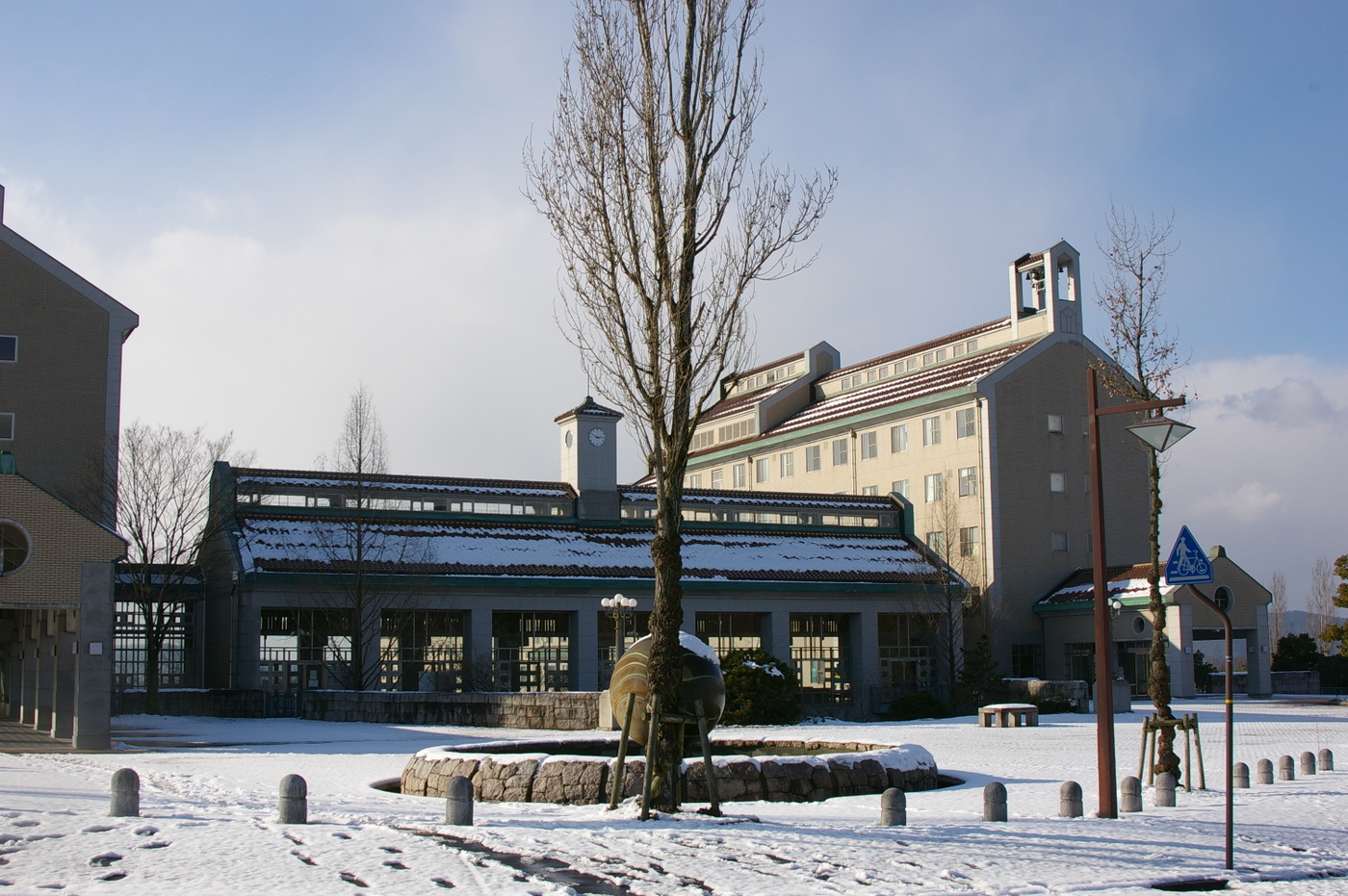
Shōbara-Campus

- Hiroshima-Campus (in Minami-ku, Hiroshima, 34° 21′ 58,5″ N, 132° 28′ 5,7″ OKoordinaten: 34° 21′ 58,5″ N, 132° 28′ 5,7″ O):
  - Fakultät für Humanwissenschaft (engl. Faculty of Human Culture and Science)
  - Fakultät für Betriebswirtschaftslehre und Informatik
- Shōbara-Campus (in Shōbara, Präfektur Hiroshima, 34° 49′ 30,3″ N, 132° 58′ 36,6″ O):
  - Fakultät für Bio- und Umweltwissenschaften
- Mihara-Campus (in Mihara, Präfektur Hiroshima, 34° 23′ 27,6″ N, 133° 3′ 23,2″ O):
  - Fakultät für Pflegewissenschaft